# Jérémy Ferrari
Pour les articles homonymes, voir Ferrari.
Jérémy Ferrari, nom de scène de Jérémy Larzillière, né le 6 avril 1985 à Villers-Semeuse (Ardennes), est un humoriste, comédien, auteur, metteur en scène et producteur français.
Révélé par l'émission On n'demande qu'à en rire sur France 2 entre 2010 et 2012, Jérémy Ferrari pratique l'humour noir et aborde dans ses sketchs des thèmes de société considérés comme sensibles, tels que l'obésité, le suicide, le racisme, la xénophobie, la misogynie, l'extrémisme religieux, le handicap, la guerre, la misère sociale, le milieu carcéral, la solitude des personnes âgées et d'autres formes de discrimination.

## Biographie

### Jeunesse et formation
Jérémy Larzillière, dit Jérémy Ferrari, grandit dans les Ardennes, à Charleville-Mézières. Ses parents, Fabrice Larzillière et Murielle Larzillière née Ferrari, sont commerçants de proximité dans un magasin d'alimentation. Sa grand-mère était belge et son grand-père travaillait pour le journal belge Le Soir. Il a passé une partie de son adolescence en Belgique.
Au collège Jérémy Ferrari s'inscrit à l’atelier théâtre puis, s'ennuyant en cours et, dit-il, ayant des problèmes d'apprentissage et d'autorité, il quitte le lycée en classe de seconde pour suivre des cours de théâtre.
Bruno Nion, directeur du théâtre de Charleville-Mézières lui donne ses premiers cours de comédie à l'école Ludus dès l'âge de 15 ans. Pour ce dernier, le jeune adolescent a « un talent certain, mais surtout une volonté et une énergie très fortes : il avait de l’ambition et de l’idée ». Jérémy Ferrari hérite de l'humour noir de sa mère qui développe son imagination en lui inventant le soir des histoires. Il découvre le one-man-show avec le sketch du Scrabble de Pierre Palmade et les spectacles de Pierre Desproges et écrit ses premiers sketchs. A 16 ans Jérémy Ferrari prend le nom de sa mère comme nom de scène et joue son premier one-man-show (seul en scène) De sketch en sketch dans les bals et les maisons de retraite de la région. Mis en scène par Bruno Nion, le jeune humoriste interprète pendant une heure trois sketches originaux puis reprend Le Digicode de Marc Jolivet, Le Scrabble de Palmade, Le Lâcher de Salopes de Jean-Marie Bigard et L’Addition de Muriel Robin. Il s'installe à Paris pour intégrer le cours Florent sur dérogation car il est mineur,.

### Des débuts difficiles (2002-2007)
À 17 ans, Jérémy Ferrari présente un spectacle intitulé Moi, méchant ? à Paris, d'abord au théâtre de la Providence, puis au théâtre Clavel et au théâtre Le Temple. Celui-ci est présenté pendant deux ans près de 300 fois. À 19 ans, le festival Top In Humour l'intègre à son tremplin de jeunes humoristes. Il parvient en finale et remporte le prix du public 2004.
En 2005, il rencontre le producteur Jacques Pessis qui lui propose d'intégrer l'équipe de l'émission Morning Café sur la chaîne M6 avec un programme court intitulé Réveillez-vous. « Ça devait être un peu trop décalé pour le matin à 7h30, et du coup ils ne m’ont gardé qu’une semaine »,,. Jérémy Ferrari se voit alors confier la mise en scène du spectacle Les Wesh avec des danseurs hip-hop, joué au théâtre Le Méry à Paris.
À 21 ans, Jérémy Ferrari tient le rôle principal dans la pièce Deux chaises vides, qui raconte la rencontre fictive entre le peintre néerlandais Vincent van Gogh et le poète français Arthur Rimbaud (originaire, comme lui, de Charleville-Mézières). Cette pièce de Bertrand Matthieu, mise en scène par Bruno Nion, est présentée pendant plus d'un an. Jérémy Ferrari y incarne le personnage d'Arthur Rimbaud, tandis que Damien Amiot joue le rôle de Vincent van Gogh.
Les représentations et les premiers cachets qu'il touche ne lui permettent pas de vivre de son métier. Son style d'humour particulier se heurte à des refus réguliers de la part des programmateurs et des télévisions. Pour gagner sa vie, il est contraint de faire des petits boulots : « J’ai été agent de sécurité dans des parkings, des boîtes, groom avec le costume comme dans Spirou, j’ai  vendu des chemises, j’ai bossé chez Orange… » et prof de ju-jitsu (son père, adepte d'arts martiaux, le pousse à pratiquer très tôt le judo, et il devient ceinture noire).

### Hallelujah Bordel!etOn n'demande qu'à en rire(2008-2014)
En 2008, il écrit un spectacle intitulé Mes 7 péchés capitaux qui a pour thème les trois religions monothéistes. Le spectacle présenté d'abord au théâtre Clavel à Paris est un dialogue avec Dieu. L'humoriste joue sept personnes sur scène dotées chacune d’un péché. Lorsque le spectacle s'arrête Jérémy Ferrari décide d'en écrire une nouvelle version après un travail de recherche et de lecture des textes religieux. Peu avant la première il se fait voler son ordinateur portable contenant tous les textes. Il réécrit tout de tête et donne naissance à un nouveau spectacle incluant des thèmes comme la misogynie, l’homophobie, le racisme... Ainsi naît Hallelujah Bordel !,.
En octobre 2010, Jérémy Ferrari fait ses premiers sketchs dans l'émission de Laurent Ruquier, On n'demande qu'à en rire sur France 2 et en devient l'un des piliers jusqu'en 2012 avec notamment Arnaud Tsamere, Olivier de Benoist, Artus...
Hallelujah Bordel ! bénéficie du succès de l'émission et rencontre son public. En 2009 au Festival d'Avignon le spectacle attirait dix personnes et à Paris quarante spectateurs par soir,. En 2012 l'humoriste part en tournée dans toute la France et dans quelques villes de Suisse et de Belgique. Au Festival d'Avignon 2012, il affiche complet au théâtre Le Palace (350 places) battant ainsi le record de fréquentation.
En 2013, Jérémy Ferrari monte sur la scène de La Cigale, du Casino de Paris puis de l'Olympia à Paris. Un DVD du spectacle est commercialisé ainsi qu'un livre illustré par Ludovic Févin contenant des textes inédits du spectacle. La tournée reprend en 2014 avec notamment un passage au Zénith de Caen.
En janvier et février 2013, Jérémy Ferrari participe à La Tournée du trio aux côtés des humoristes Arnaud Tsamere et Baptiste Lecaplain. Cette tournée a lieu dans les salles Zénith de France et reprend en février 2014,.
En quatre ans, Hallelujah Bordel ! a été joué 700 fois, a réuni plus de 250 000 spectateurs et 30 000 DVD ont été vendus. Jérémy Ferrari, baptisé par la presse le prince de l'humour noir, auteur et metteur en scène de ses spectacles devient également son propre producteur depuis 2013 avec la création de sa société Dark Smile Productions,. « Quand ça a commencé à marcher à la télévision, beaucoup de producteurs sont venus me chercher en me disant « On te produit, mais tu changes de spectacle ». J’ai refusé des conforts financiers dont j’avais énormément besoin à l’époque. Tout le monde m’a dit que je faisais l’erreur de ma vie et qu’il n’aura jamais de succès en salles ».

### SpectacleVends2 piècesà Beyrouth(2016-2018)

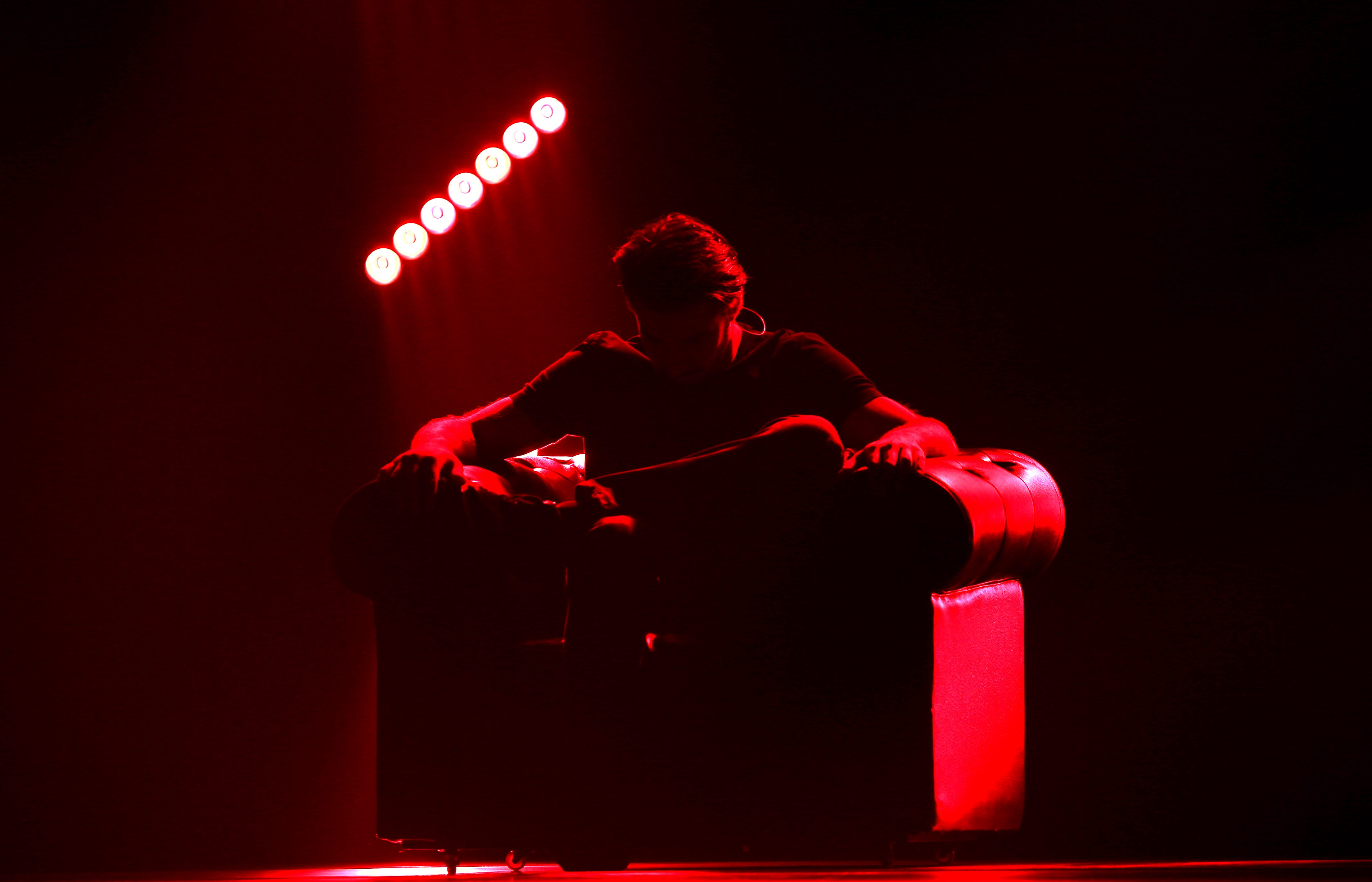
Introduction du spectacle Vends 2 pièces à Beyrouth, de Jérémy Ferrari.

En 2016, Jérémy Ferrari entame la tournée de son one-man show Vends 2 pièces à Beyrouth qui traite de la guerre et du terrorisme en évoquant les attentats de 2015, la traque des frères Kouachi, le conflit israélo-palestinien, le recrutement de Daech, les associations caritatives (humanitaires). Pendant ses deux années d'écriture, l'humoriste se documente et suit les cours de géopolitique de Jean-Antoine Duprat, professeur à la Sorbonne,.
Le 9 novembre 2016, le spectacle reçoit le Q d'or du seul en scène de l'année sur TF1. La captation du 14 mars 2017 au Zénith de Lille fait l'objet d'un DVD. Comme pour son spectacle précédent, un livre illustré intitulé Happy hour à Mossoul, sort le 19 octobre 2017. Il est composé de 30 % de textes non utilisés pour le spectacle et de 70 % de nouvelles recherches retraçant un siècle de guerres. En 2018, Jérémy Ferrari se produit pour la première fois à Montréal et à San Francisco,. Le spectacle joué pendant deux ans a réuni 300 000 spectateurs et fait partie du top 5 des one-man-shows les plus vus en France,.

### SpectacleAnesthésie générale(2019-2025)
Le 24 mai 2019, Jérémy Ferrari poste sur son compte Twitter une vidéo teaser de son futur spectacle, Anesthésie générale, qui aura pour sujet la santé : l’homéopathie, la paupérisation de l’hôpital public, l’histoire de la sécurité sociale... Cette nouvelle tournée débute le 10 janvier 2020 avec 100 000 billets vendus avant la première représentation. Anesthésie générale s'appuie sur un travail de terrain et de recherche, disponible sur son site officiel ou sur scène et s'inscrit dans un mouvement de grève du personnel hospitalier commencé en 2019,. « Je suis un instinctif, poursuit celui qui a arrêté les études très tôt et qui vient d’un quartier modeste de Charleville-Mézières, dans les Ardennes. Pour Anesthésie générale, je me suis simplement demandé : est-ce que l’argent passe avant la santé des gens ? De là, c’est un an et demi de travail. Je rencontre des spécialistes, je lis des articles, je croise mes sources et je passe du temps avec les concernés, ici, les soignants. Je ne fais pas de provoc gratuite. Ce que je dénonce, je l’ai vu, je l’ai vécu. Et ça me permet d’être habité par ce que je raconte » (Ouest-France). Dans un spectacle de 3 heures, l'humoriste aborde également des sujets personnels liés à ses troubles psychiatriques et à son alcoolisme ainsi que sa tentative de suicide.
Interrompue en raison de la pandémie de Covid-19, la tournée reprend partiellement à l'automne 2020 et en 2021. Le spectacle est réécrit afin d'intégrer la crise sanitaire. Avec son associé Mickaël Dion, Jérémy Ferrari conçoit un jeu de société sur la crise sanitaire : « État d'urgence ».
À partir de 2022, Jérémy Ferrari présente son spectacle dans les Zénith de France et termine cette tournée à l'Accor Arena de Paris les 9 et 10 mars 2024, rejoignant ainsi le cercle fermé des humoristes qui se sont produits dans cette salle (Florence Foresti, Jean-Marie Bigard...),. Le spectacle joué 200 fois en quatre ans a attiré plus de 300 000 spectateurs. La dernière représentation est retransmise en direct dans 365 salles de cinéma, rassemblant 91 684 spectateurs, battant ainsi le record pour une retransmission en direct au cinéma (après Florence Foresti en 2012 avec 87 000 spectateurs et en 2019, Blanche Gardin avec 90 000 spectateurs),. Pour Le Figaro, Jérémy Ferrari est devenu en 15 ans de carrière, le « nouveau roi de l’humour «noir et social ». Le spectacle capté à l'Accor Arena sort en DVD en avril 2025.

### La tournée du trio(2025)
Dix ans après La tournée du trio, Jérémy Ferrari, Arnaud Tsamere et Baptiste Lecaplain présentent un nouveau spectacle. A l'origine cette tournée intitulée La Tournée du Trio et Demi était prévue avec Guillaume Bats mais celui-ci disparaît en juin 2023. Planifiée au départ pour une vingtaine de dates, cette première production indépendante de Dark Smile Productions devient une tournée des Zénith de 88 dates de janvier à juin 2025 avec plus de 320 000 spectateurs. Le 18 mai, le spectacle joué au Zénith de Paris est retransmis en direct dans plus de 400 cinémas en France, avec 128 000 spectateurs,,. La tournée divise la presse. Pour Mikaëla Samuel du Figaro, le « spectacle mêl[e] improvisation, fou-rires, déguisements burlesques, humour potache et dérapages plus ou moins contrôlés. ». Pour Sandrine Blanchard du Monde, c'est un  et pour Rossana Di Vincenzo de Télérama : « La complicité ne suffit pas. Écriture bâclée, blagues de mauvais goût, mise en scène lourdingue… D’ordinaire si drôles, les trois humoristes remplissent les Zénith avec un show navrant. ».

### Dark Smile Productions
Par le biais de sa société Dark Smile Productions créée en 2013, dont il est le président, Jérémy Ferrari produit d'autres humoristes : Laura Laune, Guillaume Bats, Arnaud Tsamere, GuiHome, Lotfi Abdelli et la ventriloque Le Cas Pucine (en collaboration avec Éric Antoine). Il co-écrit et met en scène certains de leurs spectacles.
La société organise également des spectacles, des festivals et des galas d'humour. Ainsi, Les duos impossibles de Ferrari réunit tous les ans et ce depuis 2014 des duos inédits d'humoristes, dans le cadre du Smile & Song Festival à Bruxelles.
Dark Smile Productions co-produit le CFA Festival (avec l'humoriste nigérien Mamane via sa société ivoirienne City Productions),, premier festival d'humour africain en France.
La société Dark Smile exerce également une activité éditoriale, sous le nom Dark Smile Editions. Les DVD et les livres sont distribués de manière totalement indépendante.

### Divers
En 2012, un film écrit par Jérémy Ferrari avec les humoristes d’On n'demande qu'à en rire est annoncé. En 2014, le projet se précise, il s'agit d'une « comédie cruelle et sociale sur le chômage ». Après écriture, la société JS Productions acquiert les droits du scénario pour produire le film. Celui-ci sort le 16 novembre 2016 sous le nom Les Têtes de l'emploi, avec Franck Dubosc dans le rôle principal. Quelques mois plus tard, Jérémy Ferrari fait part de son « profond désaccord sur la réécriture du texte » qui s'éloigne « trop de son projet initial », et attaque la production en justice.
Le 16 janvier 2016, invité dans On n'est pas couché, il se fait remarquer en tenant tête au Premier ministre Manuel Valls au sujet de la « récupération politique » des attentats et de la défense apportée par le gouvernement français au président du Gabon Ali Bongo, dont les victoires aux élections sont contestées,.
En 2024, Jérémy Ferrari devient le directeur artistique de l'École supérieure des arts du rire, créée par Frédéric Biessy, directeur de La Scala (Paris), à Paris et à Avignon,.
En 2025, Jérémy Ferrari reprend la gérance du Théâtre Fémina à Bordeaux pour une durée de neuf ans.

## Carrière

### Théâtre
- 2007 : Deux chaises vides, pièce de Bertrand Matthieu, où il incarne le personnage du poète Arthur Rimbaud

### Spectacles d'humour
- 2002 : De sketch en sketch
- 2003-2005 : Moi, méchant ?
- 2006 : Jérémy Ferrari (suite de Moi, méchant ?)
- 2007 : Les Wesh
- 2008-2009 : Mes 7 péchés capitaux
- 2011-2014 : Hallelujah Bordel !
- 2013-2014 : La tournée du trio avec Arnaud Tsamere et Baptiste Lecaplain
- Depuis 2014 : Les Duos impossibles de Jérémy Ferrari au sein du Festival Smile and Songs
- 2016-2018 : Vends 2 pièces à Beyrouth
- 2020-2024 : Anesthésie Générale
- 2025 : La tournée du trio avec Arnaud Tsamere et Baptiste Lecaplain

### Télévision

#### Émissions de télévision
- 2005 : Morning Café, M6
- 2010-2012 : participant régulier à On n'demande qu'à en rire, France 2
- 2011 : participant à On a tout révisé, France 2
- 2011 : chroniqueur dans On n'est pas couché, France 2 (deux émissions en duo avec Arnaud Tsamere, en remplacement de Jonathan Lambert)[68]
- 2012 : présentateur de la Grande soirée Make a Wish, La Une (télévision belge)
- 2012-2013 : ONDAR Show, France 2
- 2012, 2013, 2018, 2019, 2020 : Candidat dans Fort Boyard, France 2
- 2013 : Carte blanche à Jérémy Ferrari et Arnaud Tsamère, France 4
- 2013 : chroniqueur dans Touche pas à mon poste !, C8
- 2013 : Le Marrakech du rire 3, M6
- 2014 : L'Émission pour tous, France 2
- 2015 : auteur et interprète dans la plupart des sketchs de La grande soirée des parodies TV avec Arthur sur TF1

• 2017-2022 :  Le Parlement du rire, Canal + Afrique

#### On n'demande qu'à en rire
Son humour noir provocateur divise le jury régulièrement lors de ses premiers passages, mais il parvient à s'imposer comme l'un des principaux humoristes de l'émission avec 83 sketchs écrits et interprétés lors des deux premières saisons, et un score moyen de 80⁄100 par sketch.
Il termine premier au prime-time du 4 février 2012 avec 191 points sur 200 pour son sketch Intouchables, forcément une suite vu le succès et provoque de nombreuses réactions sur Internet. Le 19 mars 2012, avec son sketch « Une femme accouche de jumeaux à 66 ans », il obtient en direct le score de 19⁄20 de la part du public pour la première fois de la deuxième saison. Le 20 avril 2012, pour son sketch intitulé L'adoption pour les nuls avec la participation de l'humoriste Guillaume Bats, Jérémy Ferrari est le premier humoriste à obtenir le score de 100 points en solo.
Il est également le grand vainqueur du prime-time du 29 juin 2012 en totalisant 194 points sur 200 avec son sketch « La première interview du dépeceur québécois », et est ainsi élu Meilleur humoriste de la saison.
Le 28 mars 2013, il revient dans On n'demande qu'à en rire pour une émission spéciale où (avec Nicole Ferroni, Arnaud Tsamere et Florent Peyre) il note les sketchs des jurés habituels, Jean-Luc Moreau, Jean Benguigui, Laurent Ruquier et Jean-Marie Bigard.
| 1             | Interdite de crémation pour cause d’obésité | 8 octobre 2010    | 72                      |
| 2             | Encore cinq suicides chez France Télécom | 18 octobre 2010   | 70                      |
| 3             | Mohammed viré parce qu'il ne voulait pas s’appeler Alexandre | 25 octobre 2010   | 74                      |
| 4             | Vous êtes trafiquant de faux médicaments | 2 novembre 2010   | 66                      |
| 5             | La roulette russe, un jeu dangereux | 5 novembre 2010   | 80                      |
| 6             | Un patron français signe des contrats en Irak | 9 novembre 2010   | 73                      |
| 7             | Vos enfants ont fêté Halloween | 12 novembre 2010  | 60                      |
| 8             | Le recensement des chinois | 17 novembre 2010  | 72                      |
| 9             | Mon mari est parti faire la Route du Rhum | 22 novembre 2010  | 62                      |
| 10            | Vous êtes un aveugle qui a retrouvé la vue | 1er décembre 2010 | 69                      |
| 11            | C'est la journée de la gentillesse | 2 décembre 2010   | 59 (Repêchage)          |
| 12            | Des anciennes prisons transformées en campus | 10 décembre 2010  | 77                      |
| 13            | Quand le High-Tech simplifie la vie des seniors | 7 janvier 2011    | 77                      |
| 14            | Un militaire américain peut enfin révéler sa sexualité | 11 janvier 2011   | 69                      |
| 15            | La Saint-Valentin interdite en Iran | 18 janvier 2011   | 69                      |
| 16            | Mon grand-père était collabo | 24 janvier 2011   | 16/20 (Téléspectateurs) |
| 17            | Une déchiqueteuse à idées noires à New York | 1er février 2011  | 75                      |
| 18            | Les petits Français nuls en calcul mental | 8 février 2011    | 82                      |
| 19            | Piscine chauffée grâce à un crématorium | 15 février 2011   | 74                      |
| 20            | Comment choisir un sujet dans la liste proposée ? (en duo avec Arnaud Tsamere)                                                                                              | 22 février 2011   | 85                      |
| 21            | Un juge en grève | 23 février 2011   | 84                      |
| 22            | Prêts à tout pour que leur enfant fasse du cirque (en duo avec Constance)                                                                                                   | 1er mars 2011     | 81                      |
| 23            | N’essayez pas de fabriquer un explosif | 7 mars 2011       | 73                      |
| 24            | Ça y est mon ado est amoureux | 11 mars 2011      | 78                      |
| 25            | Les commerçants refusent les billets de 500 € (en duo avec Arnaud Tsamere)                                                                                                  | 17 mars 2011      | 68                      |
| 26            | Spiderman en comédie musicale (participation de Florent Peyre et Arnaud Tsamere)                                                                                            | 18 mars 2011      | 58 (Repêchage)          |
| 27            | La mode des souplex pour agrandir un appartement | 21 mars 2011      | 17/20 (Téléspectateurs) |
| 28            | Menace sur le lâcher de taureaux en Camargue | 29 mars 2011      | 79                      |
| 29            | Sketch surprise de groupe : La nouvelle comédie musicale Adam et Ève (avec Arnaud Tsamere, Garnier et Sentou, Les Lascars gays, Constance, Lamine Lezghad et Florent Peyre) | 5 avril 2011      | 81                      |
| 30            | En poussette, les enfants respirent mal (sketch muet) | 8 avril 2011      | 84                      |
| 31            | Un candidat de téléréalité rentre chez lui | 11 avril 2011     | 18/20 (Téléspectateurs) |
| 32            | Je pratique le covoiturage (en duo avec Babass) | 13 avril 2011     | 77                      |
| 33            | Enfants : le mieux c'est 2 filles | 20 avril 2011     | 82                      |
| Sketch inédit | Pâques (en duo avec Arnaud Tsamere) | 25 avril 2011     | ?                       |
| 34            | J'emmène ma copine voir Scream 4 (en duo avec Constance et participation d'Arnaud Tsamere)                                                                                  | 29 avril 2011     | 88                      |
| 35            | La corrida rentre au patrimoine culturel français | 4 mai 2011        | 70                      |
| 36            | Un footballeur se maquille avant d'entrer sur le terrain (participation de Lamine Lezghad et d'Eric le pompier)                                                             | 11 mai 2011       | 85                      |
| 37            | La Floride interdit les baggy (participations de Majid Berhila, Guillaume Sentou et Nicole Ferroni)                                                                         | 17 mai 2011       | 78                      |
| 38            | Un directeur d'hôtel donne des consignes aux femmes de ménage | 9 juin 2011       | 78                      |
| 39            | Vous êtes polyamoureux (en duo avec Arnaud Tsamere) | 14 juin 2011      | 91                      |
| 40            | SOS amitié : écoute toujours | 16 juin 2011      | 78                      |
| 41            | C'est la journée des donneurs de sang | 27 juin 2011      | 76                      |
| 42            | Crise du logement, trop de monde dans les visites (en duo avec Lamine Lezghad)                                                                                              | 30 juin 2011      | 76                      |
| Spécial été 1 | Canicule : il faut faire boire mamie pendant l'été (participation de Claude Sarraute)                                                                                       | 23 juillet 2011   | 84                      |
| Spécial été 2 | Je confie mon animal de compagnie avant de partir (en duo avec Constance)                                                                                                   | 30 juillet 2011   | 82                      |
| Spécial été 3 | Déception en arrivant dans la location d'été | 6 août 2011       | 81                      |

| 43           | Le mondial des sans-abris (participations de Constance, Nicole Ferroni et Garnier et Sentou)                                                                       | 9 septembre 2011  | 81                                         |
| 44           | Un livre de coloriage sur le 11 septembre | 16 septembre 2011 | 78                                         |
| 45           | Un couple fête ses 82 ans de mariage (en duo avec Constance) | 23 septembre 2011 | 80                                         |
| 46           | Je trouve Marine Le Pen trop à gauche | 27 septembre 2011 | 90                                         |
| 47           | Couples divorcés contraints de rester ensemble (participations de Constance, Guillaume Sentou et Sacha Judaszko)                                                   | 7 octobre 2011    | 83                                         |
| 48           | Les enfants de chômeurs interdits à la cantine | 15 octobre 2011   | 67                                         |
| 49           | Le lifting de Poutine (eu duo avec Lamine Lezghad) | 20 octobre 2011   | BUZZ (13/20 du public)                     |
| 50           | Un diplôme de français pour devenir Français (participation de Lamine Lezghad)                                                                                     | 21 octobre 2011   | 82                                         |
| 51           | Je suis la fille de Francis Cabrel | 24 octobre 2011   | 18/20 (Téléspectateurs)                    |
| 52           | Sketch collectif : Les CV en vidéo contre les discriminations (avec Nicole Ferroni, Arnaud Tsamere, Babass et participation de Constance)                          | 31 octobre 2011   | 71                                         |
| 53           | Le coworking | 4 novembre 2011   | 78                                         |
| 54           | Pourquoi les bébés prennent-ils les toboggans à l'envers ? | 8 novembre 2011   | 84                                         |
| 55           | Ma maison a été inondée (en duo avec Lamine Lezghad) | 14 novembre 2011  | 18/20 (Téléspectateurs)                    |
| 56           | La dernière soirée Bunga Bunga | 23 novembre 2011  | 69                                         |
| 57           | Des solutions contre la somnolence au volant (en duo avec Florent Peyre)                                                                                           | 1er décembre 2011 | 69                                         |
| 58           | La SNCF change ses horaires | 16 décembre 2011  | 69/80                                      |
| 59           | J'ai acheté un nouvel agenda | 2 janvier 2012    | 17/20 (Téléspectateurs)                    |
| 60           | Nos enfants sont en manque... de manque | 10 janvier 2012   | 79                                         |
| 61           | Elle retrouve la parole après 30 ans de silence (en duo avec Nicole Ferroni)                                                                                       | 12 janvier 2012   | 90                                         |
| 62           | Le marié refuse de se convertir à l'Islam (participation de Constance et Lamine Lezghad)                                                                           | 24 janvier 2012   | 87                                         |
| 63           | Un parc d'attraction Napoléon en Seine-et-Marne | 1er février 2012  | 86                                         |
| Prime-time 1 | "Intouchables", forcément une suite, vu le succès (participation de l'équipe de France de Basket-ball Handisport, Waly Dia et Ahmed Sylla)                         | 4 février 2012    | 191/200 (Jury : 97 - Téléspectateurs : 94) |
| 64           | Élèves surdoués : l'école peut mieux faire (en duo avec Lamine Lezghad)                                                                                            | 7 février 2012    | 74                                         |
| 65           | Un maire marie deux hommes (participation de Nicole Ferroni et Florent Peyre)                                                                                      | 1er mars 2012     | 90                                         |
| 66           | Je dois louer une maison marquée par le drame | 13 mars 2012      | 88                                         |
| 67           | Une femme accouche de jumeaux à 66 ans (participation de Constance, Christopher et Ahmed Sylla)                                                                    | 19 mars 2012      | 19/20 (Téléspectateurs)                    |
| 68           | Un animateur met son cambrioleur en fuite (en duo avec Arnaud Tsamere)                                                                                             | 24 mars 2012      | 85                                         |
| 69           | Effet secondaire d'un médicament anti-calvitie (participation de Jean Benguigui, Catherine Barma et Jean-Luc Moreau)                                               | 2 avril 2012      | 89                                         |
| 70           | Un directeur de prison amoureux d'une détenue (participation de Nicole Ferroni et Arnaud Tsamere)                                                                  | 5 avril 2012      | 72                                         |
| 71           | Un télé-crochet pour les chanteurs à toc (collectif avec Garnier et Sentou, Nicole Ferroni, Artus, Arnaud Tsamere, Lamine Lezghad, Florent Peyre et Arnaud Cosson) | 7 avril 2012      | 100                                        |
| 72           | Un casting pour jouer DSK (participation de Chantal Ladesou et Babass)                                                                                             | 16 avril 2012     | 92                                         |
| 73           | L'adoption pour les nuls (participation de Guillaume Bats) | 20 avril 2012     | 100                                        |
| 74           | PV à payer sur place pour tapage nocturne (en duo avec Arnaud Tsamere)                                                                                             | 4 mai 2012        | 90                                         |
| 75           | Mon médecin est un étranger (participation de Majid Berhila, Ahmed Sylla et Florent Peyre)                                                                         | 16 mai 2012       | 92                                         |
| 76           | Ambiance sur le nouveau Costa (en duo avec Lamine Lezghad) | 21 juin 2012      | 81                                         |
| 77           | Vous êtes le nouveau présentateur du JT de 20H (participation de Arnaud Tsamere)                                                                                   | 26 juin 2012      | 79                                         |
| Prime-time 3 | La 1re interview du dépeceur québécois (participation de Babass, Florent Peyre, Arnaud Tsamere et Nicole Ferroni)                                                  | 29 juin 2012      | 194/200 (Jury : 99 - Téléspectateurs : 95) |

#### ONDAR Show
À partir d'octobre 2012, Jérémy Ferrari participe au ONDAR Show, émission qui regroupe les principaux humoristes d'On n'demande qu'à en rire. Il y anime notamment la rubrique « Handicap, Handi pas cap » en compagnie de personnalités handicapées auxquelles il lance des défis impossibles (successivement Philippe Croizon, Sophie Vouzelaud, André Bouchet, Bruno de Stabenrath, Guillaume Bats et Grégory Cuilleron). Cette émission est suspendue le 26 janvier 2013, la chaîne estimant que ses audiences ne sont pas assez élevées.

#### Touche pas à mon poste!
À partir du 5 septembre 2013, il intervient deux fois par semaine dans l'émission Touche pas à mon poste !, présentée par Cyril Hanouna sur D8. Dans ses chroniques, il revient à sa façon sur l'actualité de la semaine et du week-end. Il quitte l'émission d'un commun accord avec Cyril Hanouna le 17 décembre 2013 car son humour ne correspond pas au public de l'émission[réf. souhaitée] et par fidélité envers Laurent Ruquier qui lançait une émission concurrente.

#### L'Émission pour tous
Du 20 janvier 2014 au 15 mars 2014, Jérémy Ferrari participe en tant qu'humoriste et/ou chroniqueur trois fois par semaine à L'Émission pour tous, animée par Laurent Ruquier et diffusée tous les jours de la semaine à 18 h 30 sur France 2.

#### LesDuos Impossibles de Ferrari
- 2014 : co-animateur des Duos impossibles de Jérémy Ferrari - 1re édition avec Arnaud Tsamere
- 2015 : co-animateur des Duos impossibles de Jérémy Ferrari - 2e édition avec Éric Antoine
- 2016 : co-animateur des Duos impossibles de Jérémy Ferrari - 3e édition avec Chantal Ladesou
- 2017 : co-animateur des Duos impossibles de Jérémy Ferrari - 4e édition avec Éric Antoine
- 2018 : co-animateur des Duos impossibles de Jérémy Ferrari - 5e édition avec Laura Laune
- 2019 : co-animateur des Duos impossibles de Jérémy Ferrari - 6e édition avec Guillaume Bats
- 2020 : co-animateur des Duos impossibles de Jérémy Ferrari - 7e édition avec Arnaud Tsamere et Baptiste Lecaplain
- 2021 : co-animateur des Duos impossibles de Jérémy Ferrari - 8e édition avec Arnaud Tsamere et Baptiste Lecaplain
- 2022 : co-animateur des Duos impossibles de Jérémy Ferrari - 9e édition avec Artus
- 2024 : co-animateur des Duos impossibles de Jérémy Ferrari - 10e édition

Les éditions, jusqu'à la 9e, sont diffusées sur Comédie+ puis en clair sur C8, avant d'être rediffusées sur CStar. La 10e édition est diffusée le 20 novembre 2024 sur Canal+ puis rediffusée sur Comédie+. La première diffusion en clair a eu lieu le 24 mars 2025 sur CStar.

### Radio
- 2010-2013 : chroniqueur dans On va s'gêner sur Europe 1[73]
- 2013-2014 : chroniqueur chaque mercredi matin dans Les pieds dans le plat sur Europe 1
- Depuis 2015 : chroniqueur dans Les Grosses Têtes sur RTL[74]
- 2025 : La libre antenne du trio sur France Inter avec Arnaud Tsamère et Baptiste Lecaplain

### Filmographie

#### Série télévisée
- 2021 : 6 x confin.é.e.s, épisode Le casse du siècle de Saïd Belktibia sur Canal+[75]

#### Cinéma
- 2012 : Hand of the Devil d'Igor Sandman[76],[77] : Romain
- 2020 : Brutus vs César de Kheiron : Gaïus
- 2023 : Roqya de Saïd Belktibia : Dylan

#### Web-série
- 2012 : Le Psymmo, Nexity

#### Documentaire
- 2018 : Jérémy Ferrari : Emporté par la fougue de Thierry Colby sur C8
- 2025 : Comme une abeille de Mickaël Dion sur Canal+[78]

### Livre
- Hallelujah Bordel !, illustré par Ludovic Févin, Le Passeur, 2013.
- Happy hour à Mossoul, illustré par Patrick Borkowski, Michel Lafon, 2017[79] (version poche sortie en septembre 2020).

### DVD
- Hallelujah Bordel !, France Télévisions, novembre 2013, 110 minutes.
- Vends deux pièces à Beyrouth, Dark Smile Productions et Gilbert Coullier Productions, novembre 2018, 2 h 16 min.
- Anesthésie générale, Dark Smile Productions, avril 2025, 2 h 48 min. Double DVD. Suivi du documentaire Comme une abeille réalisé par Mickael Dion

## Distinctions
- Q d'or 2016 : seul en scène de l'année pour Vends 2 pièces à Beyrouth
- Grand prix Sacem 2023 : Grand prix de l'humour[80]